# Aião
Aião é uma povoação portuguesa sede da Freguesia de Aião do Município de Felgueiras, freguesia com 2,78 km² de área e 828 habitantes (censo de 2021), e, por isso, uma densidade populacional de 297,8 hab./km².
Fez parte do antigo concelho de Santa Cruz de Riba Tâmega.

## Demografia
A população registada nos censos foi:
| Distribuição da População por Grupos Etários | Distribuição da População por Grupos Etários | Distribuição da População por Grupos Etários | Distribuição da População por Grupos Etários | Distribuição da População por Grupos Etários |
| -------------------------------------------- | -------------------------------------------- | -------------------------------------------- | -------------------------------------------- | -------------------------------------------- |
| Ano                                          | 0-14 Anos                                    | 15-24 Anos                                   | 25-64 Anos                                   | > 65 Anos                                    |
| 2001                                         | 199                                          | 160                                          | 472                                          | 77                                           |
| 2011                                         | 150                                          | 113                                          | 486                                          | 107                                          |
| 2021                                         | 121                                          | 111                                          | 456                                          | 140                                          |